# Gerlof van Vloten

Gerlof van Vloten (1894)

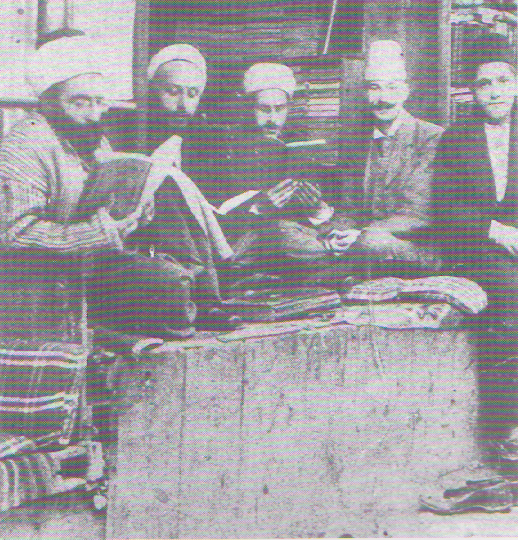
Gerlof van Vloten in Constantinopel (1896, tweede van links)

Gerlof van Vloten (Deventer, 7 juni 1866 – Noordwijk aan Zee, 20 maart 1903) was een Nederlands schrijver en vertaler en de redacteur van de editie van 1895 van de Arabische encyclopedie Kitāb Mafātīḥ al-ʿulūm. Hij was een zoon van Johannes van Vloten.
Hij was oriëntalist en conservator van Oosterse handschriften te Leiden en een zwager van Frederik van Eeden.